# Cầu Quan (cầu tại Tây Ninh)
Cầu Quan là một câu cầy bắc qua rạch Tây Ninh, nằm ở một trong những khu vực sầm uất nhất tại phường Tân Ninh, tỉnh Tây Ninh, đối diện với Ủy ban nhân dân tỉnh. Cầu Quan cũng là một phần trong khu chứng tích cầu Quan đã được Ủy ban nhân dân tỉnh Tây Ninh xếp hạng là di tích lịch sử cấp tỉnh theo quyết định số 268/QĐ-CT vào ngày 27 tháng 12 năm 2001. Trước năm 1975, cây cầu này chính là nơi dẫn vào con phố Gia Long.

## Lịch sử
Cầu Quan được cơ quan AKROF của Pháp xây cất năm 1924 với kinh phí là 8.000 đồng từ quỹ công nho xã Thái Bình thời bấy giờ chi trả.

### Xây dựng mới
Sau nhiều năm dài sử dụng và là câu cầu vô cùng quan trọng trên địa bàn tỉnh Tây Ninh. Đến những năm 2010, chính quyền địa phương đã lắp hai thanh thép to ngang hai đầu cầu nhằm ngăn không cho xe 4 bánh đi qua do e ngại cầu sập.
Đến ngày 16 tháng 2 năm 2012, Sở Giao thông vận tải Tây Ninh chính thức cho phép khởi công xây dựng mới cầu Quan. Thiết kế cầu lúc này được giữ nguyên trạng so với cầu cũ là có 3 nhịp cầu vồng. Thời gian thi công là 15 tháng. Hơn một năm sau đó, vào ngày 20 tháng 3 năm 2013, cầu Quan mới chính thức được thông xe. Tuy nhiên, do cầu mới được xây dựng giữ nguyên trạng cầu cũ nên vẫn cấm các phương tiện ô tô trên 9 chỗ ngồi và xe tải từ 1,5 tấn trở lên đi qua cầu.

## Khu chứng tích cầu Quan
Ngày 22 tháng 12 năm 1946, quân Pháp lọt vào trận địa mai phục của Việt Minh tại ngã ba Bàu Năng khiến 40 xe của quân Pháp bị hư hại, phải rút lui. Lúc này, quân đội Pháp được chính quyền Việt Nam xác nhận đã bắt giữ 10 người dân và đưa về thị xã Tây Ninh (thành phố Tây Ninh ngày nay), trong số đó đã có một người bị Pháp chặt đầu tại cầu Quan. Một người đi ngang qua khóc cũng đã bị chặt đầu. Sau năm 1975 khi Việt Nam thống nhất, chính quyền thị xã Tây Ninh lúc đó đã quyết định xây dựng một tượng đài, hình thành khu chứng tích cầu Quan.
Khu chứng tích cầu Quan gồm có cầu Quan, nhà lồng chợ (cũ) và một tượng đài với 5 nhân vật màu đồng, trong đó chính giữa là hình tượng bà mẹ cao 330 cm đang bồng con bị giặc giết trên tay. Ngoài ra, còn có hai mảng phù điêu với mảng chủ đề "mẹ khóc con, vợ khóc chồng, con khóc cha" và "đấu tranh chính trị, binh vận và võ trang".